# Katrin Esefeld
Katrin Esefeld (* 10. August 1982 in Altötting) ist eine deutsche Langstreckenläuferin, Duathletin, Triathletin und mehrfache Altersklassen-Siegerin bei der Ironman World Championship auf Hawaii (2011: Altersklasse F25–29; 2014 und 2015: F30–34). Sie ist zweifache Deutsche Meisterin auf der Duathlon-Langdistanz (2014, 2016).

## Werdegang
Katrin Esefeld wuchs gemeinsam mit ihrem Bruder in Mühldorf auf, nach ihrem Abitur am Ruperti-Gymnasium Mühldorf am Inn 2001 begann sie zunächst an der LMU München ein Medizin-Studium, das sie nach dem vorklinischen Teil an der TU München fortsetzte und 2008 mit dem zweiten Abschnitt der Ärztlichen Prüfung abschloss.

### Triathlon seit 2001
2001 absolvierte die bis dahin vor allem im Schwimmsport aktive Esefeld in Feldkirchen ihren ersten Triathlon. 2006 gewann sie bei der Triathlon-WM in Lausanne die Altersklasse 20–24 Jahre. Anschließend ehrte die Deutsche Triathlon Union (DTU) sie als „Aufsteigerin des Jahres“.
Von 2007 bis 2010 startete Esefeld u. a. gemeinsam mit Anja Ippach, Wenke Kujala und Marija Schorez für den SC Riederau in der Triathlon-Bundesliga. Zuvor wurde sie 2006 u. a. gemeinsam mit Britta Martin und Renate Forstner für den MRRC München Meister in der 2. Bundesliga Süd. Katrin Esefeld wird seit 2008 von Marc Pschebizin trainiert und startet für die Vereine LG Mettenheim sowie SC Riederau.

### Ironman-Distanz seit 2011
2011 startete Katrin Esefeld in Regensburg erstmals auf der Ironman-Distanz, und sie qualifizierte sich für einen Startplatz bei der Ironman World Championship auf Hawaii.
Im Oktober 2011 siegte sie dort in der Altersklasse (AK) 25–29 Jahre.
Seit ihrer ersten Teilnahme 2011 konnte sich Esefeld jedes Jahr für einen Startplatz beim Ironman Hawaii qualifizieren. 2013 verlief ihr Auftritt dort allerdings weniger glücklich: Eine weggeworfene Wasserflasche fiel direkt vor das Rad und sie konnte einen Sturz nicht mehr vermeiden. Nach einigen Minuten Bewusstlosigkeit und Schädel-Hirn-Trauma setzte sie den Wettkampf fort, was sie selbst später als fahrlässig bezeichnete. Nach 2011 gewann Esefeld in den Jahren 2014 und 2015 jeweils erneut ihre Altersklasse (AK30–34).

### Deutsche Meisterin Duathlon Langdistanz 2014
Im Mai 2014 wurde sie Deutsche Meisterin auf der Duathlon-Langdistanz, nachdem sie hier schon 2011 und 2012 jeweils Zweite geworden war. 2014 war Esefeld als 28. Frau nach Julia Gajer und Kristin Möller drittschnellste Deutsche auf Hawaii.
2015 war sie auf Hawaii mit Platz 19 in der Gesamtwertung hinter Britta Martin und vor Mareen Hufe zweitbeste Deutsche insgesamt und fuhr die schnellste Radzeit des Tages (5:15:48 h für 180 km) aller Amateurinnen. Im August 2016 wurde sie als Vierte beim Powerman Germany nach 2014 erneut Deutsche Meisterin und im Mai 2017 wurde die damals 34-Jährige Deutsche Vizemeisterin auf der Duathlon-Langdistanz. Im Juni 2017 wurde sie beim Stadttriathlon Erding Zweite auf der olympischen Distanz.
Im Mai 2018 wurde sie in Dänemark als beste Deutsche Vierte bei der Duathlon-Europameisterschaft Mitteldistanz. Im Oktober wurde sie beim Ironman Hawaii Vizeweltmeisterin in der Altersklasse 35–39. Im September 2023 gewann Katrin Esefeld in Zofingen ihre Altersklasse bei der Duathlon-Weltmeisterschaft auf der Langdistanz. Im Juni 2025 wurde die 42-Jährige Dritte im Ironman Germany.

### Privates
Katrin Esefeld lebt seit 2001 in München und arbeitet als Fachärztin für Innere Medizin an der Poliklinik für Präventive und Rehabilitative Sportmedizin des Klinikums rechts der Isar.

## Sportliche Erfolge
| Datum/Jahr    | Rang | Wettbewerb            | Austragungsort | Zeit     | Bemerkung           |
| ------------- | ---- | --------------------- | -------------- | -------- | ------------------- |
| 31. Dez. 2015 | 6    | Silvesterlauf München | München        | 00:39:06 | 10 km               |
| 7. Nov. 2015  | 1    | Rursee-Marathon       | Simmerath      | 03:03:53 | Streckenrekord      |
| 8. Nov. 2014  | 1    | Rursee-Marathon       | Simmerath      | 03:09:09 |                     |
| 4. Feb. 2007  | 1    | Thermen-Marathon      | Bad Füssing    | 00:37:25 | Siegerin über 10 km |
| 2. Feb. 2003  | 1    | Thermen-Marathon      | Bad Füssing    | 00:40:18 | Siegerin über 10 km |

| Datum/Jahr    | Rang | Wettbewerb                                                 | Austragungsort    | Zeit       | Bemerkung |
| ------------- | ---- | ---------------------------------------------------------- | ----------------- | ---------- | --- |
| 27. Apr. 2025 |      | Powerman Germany                                           | Alsdorf           | 02:57:35   | zweiter Rang AG40–44 |
| 3. Sep. 2023  | 1    | ITU Long Distance Duathlon World Championship AG 40–45     | Zofingen          | 07:34:59   | |
| 3. Sep. 2022  | 5    | ITU Long Distance Duathlon World Championships             | Zofingen          | 07:54:50   | hinter Melanie Maurer |
| 7. Sep. 2019  | 5    | ITU Long Distance Duathlon World Championships             | Zofingen          | 07:47:08   | Duathlon-Weltmeisterschaft auf der Langdistanz beim Powerman Zofingen                                                          |
| 2. Sep. 2018  | 7    | ITU Long Distance Duathlon World Championships             | Zofingen          | 07:46:09   | |
| 6. Mai 2018   | 4    | ETU Powerman Long Distance Duathlon European Championships | Vejle             | 03:15:47   | Duathlon-Europameisterschaft Mitteldistanz                                                                                     |
| 28. Mai 2017  | 2    | DTU Deutsche Meisterschaft Duathlon Langdistanz            | Ulm               | 04:28:17   | Deutsche Vizemeisterin auf der Duathlon-Langdistanz als Dritte beim Powerman Germany                                           |
| 21. Mai 2017  | 7    | ETU Powerman Long Distance Duathlon European Championships | Sankt Wendel      | 03:34:09   | Duathlon-Europameisterschaft Mitteldistanz                                                                                     |
| 7. Aug. 2016  | 1    | DTU Deutsche Meisterschaft Duathlon Langdistanz            | Ulm               |            | Deutsche Meisterin auf der Duathlon-Langdistanz als Vierte beim Powerman Germany                                               |
| 6. Sep. 2015  | 4    | ITU Long Distance Duathlon World Championships             | Zofingen          | 07:29:35   | |
| 12. Apr. 2015 | 9    | Powerman Duathlon European Championships                   | Horst aan de Maas | 02:53:13   | Duathlon-Europameisterschaft Langdistanz                                                                                       |
| 7. Sep. 2014  | 8    | ITU Long Distance Duathlon World Championships             | Zofingen          | 07:44:36   | Duathlon-Weltmeisterschaft Langdistanz                                                                                         |
| 18. Mai 2014  | 1    | DTU Deutsche Meisterschaft Duathlon Langdistanz            | Falkenstein       | 04:11:08   | Deutsche Meisterin auf der Duathlon-Langdistanz als Zweite beim Powerman Germany                                               |
| Apr. 2014     | 5    | Powerman Duathlon European Championships                   | Horst aan de Maas | 03:11:35   | zweitbeste deutsche Teilnehmerin                                                                                               |
| 8. Sep. 2013  | DNF  | ITU Long Distance Duathlon World Championships             | Zofingen          | –          | Abbruch wegen eines Muskelfaserrisses bei der Duathlon-Weltmeisterschaft auf der Langdistanz                                   |
| Apr. 2013     | 7    | Powerman Duathlon European Championships                   | Horst aan de Maas | 03:09:10   | zweitbeste deutsche Teilnehmerin                                                                                               |
| 2013          | 3    | Powerman Germany                                           | Falkenstein       | 01:31:52   | Deutsche Meisterschaft auf der Duathlon-Langdistanz; auf Grund der extremen Wetterverhältnisse nur als 24-km-Lauf durchgeführt |
| 2. Sep. 2012  | 10   | ITU Long Distance Duathlon World Championships             | Zofingen          | 07:48:15,1 | Duathlon-Weltmeisterschaft Langdistanz                                                                                         |
| Mai 2012      | 2    | Powerman Germany                                           | Falkenstein       | 03:57:36   | Deutsche Vizemeisterin auf der Duathlon-Langdistanz                                                                            |
| Apr. 2012     | 9    | Powerman Duathlon European Championships                   | Horst aan de Maas | 03:17:42   | bei der Duathlon-Europameisterschaft als zweitbeste Deutsche                                                                   |
| 22. Mai 2011  | 2    | Powerman Germany                                           | Falkenstein       | 03:49:40   | Deutsche Vizemeisterin auf der Duathlon-Langdistanz                                                                            |
| 2. Mai 2011   | 1    | DTU Deutsche Meisterschaft Duathlon Kurzdistanz            | Oberursel         |            | bei den Amateuren |

| Datum/Jahr    | Rang | Wettbewerb                                      | Austragungsort    | Zeit     | Bemerkung |
| ------------- | ---- | ----------------------------------------------- | ----------------- | -------- | --- |
| 29. Juni 2025 | 3    | Ironman Germany                                 | Frankfurt am Main |          | hinter Marit Lindemann |
| 21. Juli 2019 | 1    | Ironman Switzerland                             | Zürich            | 09:50:36 | Gesamtsiegerin; qualifiziert für den Ironman Hawaii 2019                                                                   |
| 29. Juli 2018 | 13   | Ironman Switzerland                             | Zürich            | 10:10:14 | Siegerin der AK W35; qualifiziert für den Ironman Hawaii 2018                                                              |
| 13. Okt. 2018 | 44   | Ironman Hawaii                                  | Hawaii            | 09:49:58 | Vizeweltmeisterin in der AK 35–39                                                                                          |
| 29. Juni 2017 | 2    | Stadttriathlon Erding                           | Erding            |          | Bayerischer Vizemeisterin als Zweite hinter Renate Forstner                                                                |
| 9. Okt. 2016  | 39   | Ironman Hawaii                                  | Hawaii            | 10:08:31 | 4. Platz AK 30–34 |
| 17. Juli 2016 | 11   | Challenge Roth                                  | Roth              | 09:34:11 | |
| 19. Juni 2016 | 1    | Stadttriathlon Erding                           | Erding            | 02:15:21 | Siegerin auf der olympischen Distanz                                                                                       |
| 10. Okt. 2015 | 19   | Ironman Hawaii                                  | Hawaii            | 09:51:10 | 1. Platz AK 30–34 und somit qualifiziert für Ironman Hawaii 2016                                                           |
| 12. Juli 2015 | 8    | Challenge Roth                                  | Roth              | 09:33:32 | [ 28 ] |
| 24. Aug. 2014 | 2    | Mondseeland-Triathlon                           | Mondsee           |          | [ 29 ] |
| 11. Okt. 2014 | 28   | Ironman Hawaii                                  | Hawaii            | 09:53:23 | 1. Platz AK 30–34 und somit qualifiziert für Ironman Hawaii 2015                                                           |
| 27. Juli 2014 | 7    | Ironman Switzerland                             | Zürich            | 09:39:17 | Siegerin der Altersklassenwertung; qualifiziert für Ironman Hawaii 2014                                                    |
| 29. Juni 2014 | 4    | Chiemsee Triathlon                              | Chieming          | 04:23:05 | Vierte auf der Mitteldistanz                                                                                               |
| 12. Okt. 2013 | 73   | Ironman Hawaii                                  | Hawaii            | 10:32:21 | 26. Rang AK W30 (nach Sturz)                                                                                               |
| 2013          | 1    | Mondseeland-Triathlon                           | Mondsee           | 02:09:10 | Siegerin auf der olympischen Distanz (1,5 km Schwimmen, 40 km Radfahren und 10 km Laufen)                                  |
| 28. Juli 2013 | 8    | Ironman Switzerland                             | Zürich            | 09:51:24 | Siegerin der AK W30; qualifiziert für Ironman Hawaii 2013                                                                  |
| Okt. 2012     | 27   | Ironman Hawaii                                  | Hawaii            | 09:55:59 | 2. Rang AK W30 |
| Okt. 2011     | 26   | Ironman Hawaii                                  | Hawaii            | 09:55:51 | 1. Platz AK W25 und somit qualifiziert für Ironman Hawaii 2012                                                             |
| 7. Aug. 2011  | 6    | Ironman Regensburg                              | Regensburg        | 09:49:53 | erste Teilnahme bei einem Ironman, qualifiziert für Ironman Hawaii 2011                                                    |
| 13. Nov. 2010 | 13   | Ironman 70.3 World Championships                | Clearwater        | 04:22:05 | |
| 1. Aug. 2010  |      | ITU Long Distance Triathlon World Championships | Immenstadt        | 07:47:42 | 1. Rang in der AK W25 bei der Langdistanz-WM (4 km Schwimmen, 130 km Radfahren und 30 km Laufen)                           |
| 8. Juni 2008  | 3    | DTU Deutsche Meisterschaft Mitteldistanz        | Kulmbach          | 04:33:31 | beim Mönchshof-Triathlon hinter Katja Schumacher und Melanie Hohenester (2 km Schwimmen, 80 km Radfahren und 20 km Laufen) |
| 18. Mai 2008  | 1    | Stadttriathlon München                          | München           | 00:56:43 | [ 41 ] |
| 10. Nov. 2007 |      | Ironman 70.3 World Championships                | Clearwater        | 04:44:29 | 5. Rang AK W25 |
| 27. Mai 2007  | 1    | Stadttriathlon München                          | München           | 00:56:29 | [ 43 ] [ 44 ] |
| 28. Mai 2006  | 2    | Stadttriathlon Erding                           | Erding            | 02:14:36 | Zweite hinter Ina Reinders und damit Bayerische Meisterin – neben Faris Al-Sultan bei den Männern                          |